# 伊利亚·亚历山德罗维奇·瓦尔拉莫夫
伊利亚·亚历山德罗维奇·瓦尔拉莫夫 （俄语：Илья Александрович Варламов；1984年1月7日—）是一位俄罗斯博主, 记者, 摄影师, 城市规划师, 和 YouTuber 以他对俄罗斯政治和城市规划的批判性评论而闻名。 他通过他的博客和后来的YouTube新闻节目“发生了什么？”（Чё происходит？）获得了关注。 瓦尔拉莫夫广泛记录了政治抗议和反对派游行，导致他在俄罗斯受到政治迫害和刑事指控。 他还通过他的旅行博客获得了关注，这些博客涵盖了世界各地的不同地点。 2018年，他创立了“注意！”（俄语：Внимание！）基金会，致力于保护俄罗斯的历史遗产。

## 早年生活和职业生涯

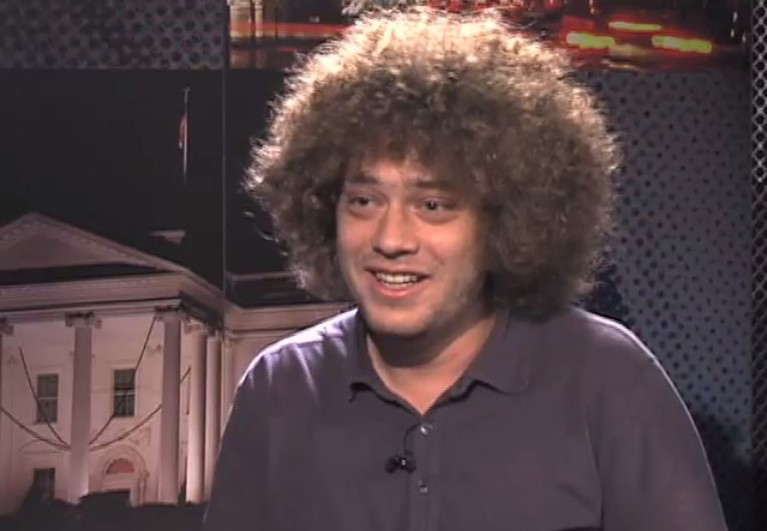
伊利亚·瓦尔拉莫夫, 2012年

瓦尔拉莫夫在莫斯科出生和长大。 他毕业于莫斯科建筑学院，获得建筑学学位。 在学习期间，他创立了一家公司，后来发展成为iCube集团，一家设计和开发机构。 他与马克西姆·卡茨共同创立了城市项目基金会，专注于促进俄罗斯的城市改善。

## 博客和新闻工作
瓦尔拉莫夫于2006年在LiveJournal上以用户名“zyalt”开始了他的博客，最初专注于摄影。 他的博客成为独立新闻和政治评论的重要平台。 2015年，他建立了Varlamov.ru作为一个独立的媒体机构。 他于2021年将他的博客迁移到Teletype平台。 他的作品涵盖各种主题，包括城市规划、俄罗斯政治和全球事件。 他还在其他社交媒体平台（如Twitter和YouTube）上保持活跃。

### “发生了什么？”
瓦尔拉莫夫的YouTube频道每周都会播放一个名为“发生了什么？”的新闻节目，该节目回顾主要的当前事件。 该节目于2017年在他的YouTube频道上首次亮相，并获得了相当高的人气，获得了数百万订阅者。 该节目对俄罗斯国内和全球的事件提供了评论和见解。 从2022年1月到2月，“发生了什么？”的一个版本在共青团真理报广播电台短暂播出。

## 政治异议和迫害

### 抗议报道

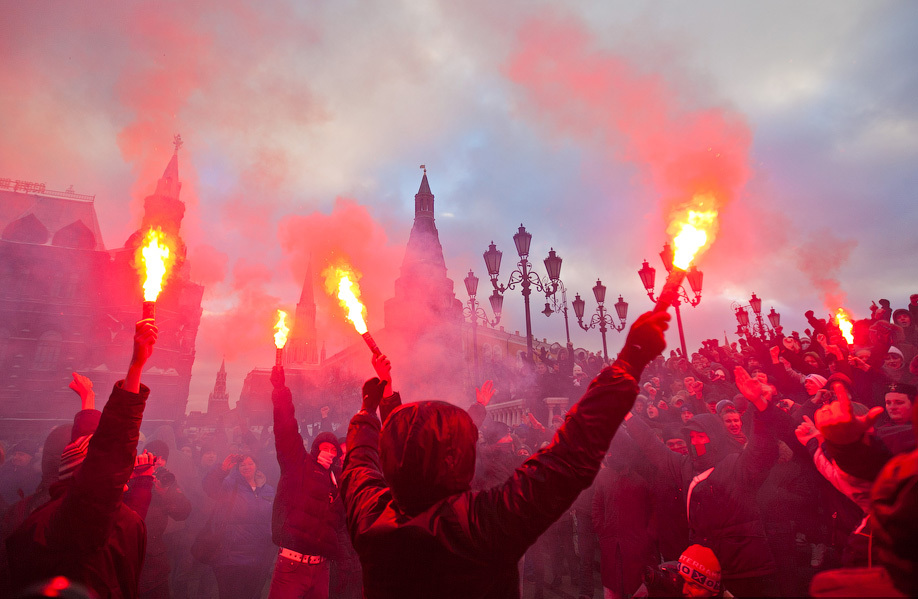
伊利亚·瓦尔拉莫夫在莫斯科马涅日广场抗议活动中拍摄的照片

瓦尔拉莫夫积极记录并参与了俄罗斯的反对派抗议活动。 他报道了许多“异议者游行”、“战略-31”抗议活动以及反对选举舞弊的示威活动。 他对2010年马涅日广场骚乱和2011-2013年抗议活动的报道被广泛引用。 他是最早使用无人机摄影进行报道的人之一，捕捉了大规模示威活动的惊人图像。

### 政治迫害
瓦尔拉莫夫对俄罗斯政府的直言不讳的批评导致了官方的报复。 2023年，他因“传播虚假信息”和接受外国资金而被俄罗斯司法部指定为“外国代理人”。 2024年，对他提起了刑事诉讼，指控他违反了“外国代理人”规定，特别是因为他没有正确标记他的社交媒体帖子。

### 欧洲广场亲欧盟示威运动和克里米亚

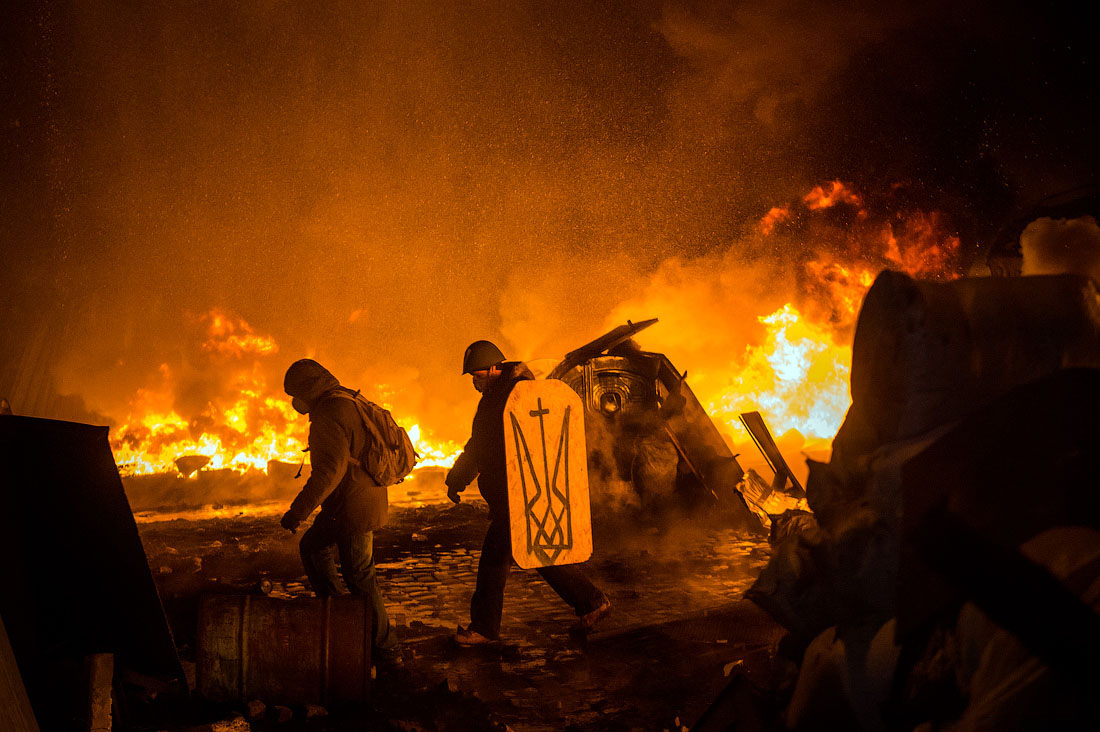
2014年1月23日，瓦尔拉莫夫在欧洲广场亲欧盟示威运动的冲突中

瓦尔拉莫夫广泛报道了2013-2014年在基辅举行的欧洲广场亲欧盟示威运动抗议活动，提供了现场的第一手资料、照片和直播。 他对这些事件的记录引起了俄罗斯和乌克兰媒体的极大关注。 在俄罗斯吞并克里米亚之后，他发表了一篇题为“谁在夺取克里米亚？”的文章，其中展示了辛菲罗波尔机场未标记身份的武装人员的照片。 这导致俄罗斯亲政府团体指责他支持欧洲广场亲欧盟示威运动。

### 2022年俄罗斯入侵乌克兰
瓦尔拉莫夫一直是2022年俄罗斯入侵乌克兰的直言不讳的批评者。 他发起了“一起”（Вместе）项目，以支持在入侵后离开该国的俄罗斯人。 他的批评立场进一步加剧了他与俄罗斯当局的冲突。

## 城市规划和旅行
作为一名建筑师和城市规划师，瓦尔拉莫夫广泛旅行，记录和评论世界各地的城市环境。 他的博客上有“好-坏”（Плохой-хороший）系列，比较城市的正面和负面方面，以及“边界”（Граница）系列，将俄罗斯的边境城镇与其邻国的对应城镇进行对比。 他还制作了一个YouTube系列节目“BDSM”（“与市长的大路”），其中与市长讨论城市问题。 他的作品经常引发辩论，偶尔也会受到当地官员的批评。